# Кумдыкульское месторождение алмазов
Кумдыкольское месторождение технических алмазов — находится в Северном Казахстане, в 25 километрах к юго-западу от города Кокшетау. В геологическом отношении месторождение расположено в составе Кокчетавского метаморфического комплекса содержащего породы высоких и сверхвысоких давлений. 
Это единственное в мире месторождение алмазов метаморфогенного типа. В отличие от других алмазных месторождений, формирование его не связано с кимберлитовым магматизмом. Алмазы Кумдыкульского месторождения образовались при погружении углеродсодержащих осадочных пород в мантию, до глубин 150—200 км, где в результате роста давления графит переходит в алмаз.

## История открытия
Кумдыкульское месторождение технических алмазов было выявлено в 1972 году в результате широких поисков алмазов в долинах рек, озёрных котловинах, среди покровных палеогеновых отложений, проведённых в 1968—1973 А. А. Заячковским (Кокчетавская ГРЭ). Уже в 1973 был поставлен вопрос о новом генетическом типе алмазных месторождений — алмазоносных седиментогенных метаморфических комплексах (Розен и др 1973). Образование алмаза допускалось в пределах земной коры в результате локальных тектонических сверхдавлений. Первоначально считалось, что алмазоносны главным образом эклогиты и апоэклогитовые породы массива (Розен, … Летников, Зорин, Заячковский, 1975).
Однако в результате проведенной геологами Кокчетавской ГРЭ в 1983—1986 годах разведки и промышленной оценки Кумдыкульского месторождения было установлено, что основные запасы алмаза сосредоточены в гнейсах (85,5 %), значительно меньше — в карбонатных породах (5,6 %), хлорит-тремолит-кварцевых породах (4,2 %), гранатовых пироксенитах (3,4 %) и только 1,3 % в эклогитах, таким образом, нахождение алмаза в собственно коровых породах стало очевидно.

## Промышленное значение
Месторождение содержит огромные запасы алмазов, но все они очень мелкие и представляют интерес только для производства абразивных изделий.

## Научное значение
Данное месторождение привлекает не угасающее многие годы внимание учёных всего мира, так как сверхглубинные породы месторождения, очевидно, таят ответы на многие геологические вопросы.